# Београдска банкарска академија Универзитета Унион
Београдска банкарска академија (скраћено ББА) је високошколска установа Универзитета Унион у Београду. Основана је 28. децембра 2004. године и усредсређена на област економије и финансија. Налази се у центру Београда, односно Старом граду, у Змај Јовиној у згради некадашње Прометне банке. Председник ББА је Хасан Ханић, а декан Зоран Грубишић.

## Историја
Факултет је основан 28. децембра 2004. године, а основали су га емеритус проф. др Хасан Ханић, Институт економских наука и Триглав осигурање. Настава се изводи на Старом граду у згради некадашње Прометне банке, позната под називом „Палата Прометне банке”. Временом је постао један од најбоље рангираних факултета у области економских наука.
Факултет је конципиран као водећа високошколска, образовна и научна установа из области савремене економије, бизниса, финансија, банкарства и сродних области. Своје студијске програме непрекидно усклађује са захтевима савремене економске науке и пословне праксе. Развио је сарадњу са угледним иностраним универзитетима из Уједињеног Краљевства, Немачке, Француске, Португалије и других држава која омогућава размену студената и студирање у тим државама.

## Студије
Студијски програми ББА у потпуности су усклађени с Болоњском декларацијом, а такође примењује европски систем преноса и акумулације бодова (ЕСПБ).
Основне академске студије
- Финансије и банкарство (180 ЕСПБ)
- Рачуноводство и ревизија (180 ЕСПБ)
- Финансије и банкарство (240 ЕСПБ)
- Дигитална економија (240 ЕСПБ)

Мастер академске студије
- Информационе технологије у финансијама (60 ЕСПБ)
- Банкарство, финансије и бизнис (60 ЕСПБ)
- Маркетинг менаџмент (60 ЕСПБ)

Докторске академске студије
- Финансије (180 ЕСПБ)